# Jaroslav Porák
Jaroslav Porák (23. května 1931 Odry – 6. července 1985 Praha) byl český a československý bohemista, slavista a rusista, žák B. Havránka. Vyučoval na Filozofické fakultě Univerzity Karlovy.

## Život
Narodil se 23. května 1931 v Odrách, oba jeho rodiče byli učiteli. Do obecné školy začal chodit ve Fulneku a poté, když se jeho rodiče museli odtud v roce 1938 vystěhovat, přišel s nimi do Holic. Maturitní zkoušku složil v roce 1950 na reálném gymnáziu v Pardubicích. V září 1950 se zapsal na Filozofickou fakultu Univerzity Karlovy v Praze na obory čeština — ruština, v roce 1951 změnil tuto studijní kombinaci na češtinu — obecný jazykozpyt. V lednu 1955 ukončil vysokoškolské studium v oboru český jazyk.
Nikdy nebyl členem KSČ, aktivně však pracoval ve Svazu československo-sovětského přátelství, který jeho činnost ocenil udělením čestného odznaku SČSP. Byl členem předsednictva komise ruštiny při ÚV SČSP a pro potřeby Lidových kursů ruštiny SČSP zpracoval větší počet učebnic. Od roku 1952 byl redakčním tajemníkem časopisu Sovětská věda - jazykověda a později se stal jeho výkonným redaktorem. Byl i zástupcem vedoucího redaktora a poté vedoucím redaktorem časopisu Lidové kursy ruštiny.
Vědeckou dráhu zahájil jako asistent českého a slovenského jazyka FF UK, poté působil tamtéž jako odborný asistent a docent. Od roku 1959 se spoluúčastnil při zajišťování běhů Letní školy slovanských studií FF UK a v roce 1972 se stal jejím vedoucím tajemníkem, který zajišťoval výuku, lektorské kurzy a přednáškové cykly. Zájem o tuto práci jej přivedl k tomu, že v listopadu r. 1984 byl převeden na vlastní žádost z katedry českého a slovenského jazyka FF UK do Ústavu slovanských studií FF UK (Letní škola byla součástí tohoto ústavu). Nadále však pedagogicky působil na úseku historické mluvnice a dějin češtiny.
Hodnosti kandidáta filologických věd (CSc.) dosáhl v roce 1966, doktorátu filozofie (PhDr.) v roce 1967. O rok později se habilitoval a byl ustanoven docentem pro obor český jazyk na FF UK (1968). Dne 15. 12. 1983 mu vědecká rada UK udělila hodnost doktora filologických věd (DrSc.) na základě jeho monografie Humanistická čeština.
Nepodařilo se mu již dokončit připravovanou monografii o tvarosloví a skladbě humanistické češtiny. Po dlouhé a těžké nemoci zemřel dne 6. července 1985.

## Dílo
Byl autorem několika vysokoškolských učebnic, dvou knih a 200 odborných článků. Přispíval nejen do domácích, ale i zahraničních časopisů.

### Knihy
- Cvičebnice staročeského tvarosloví. UK – SPN, Praha 1965.
- Vývoj infinitivních vět v češtině. UK, Praha 1967.
- Učebnice češtiny na základě ruštiny. UK – SPN, Praha 1972 (cze/rus.)
- Výběr z lidových písní. UK – SPN, Praha 1974.
- Češskij jazyk. SPN, Praha 1978 (cze/rus.).
- Chrestomatie k vývoji českého jazyka 13. – 18. století. SPN, Praha 1979.
- Doba Karla IV. v dějinách národů ČSSR. UK, Praha 1981.
- Humanistická čeština. UK, Praha 1983.
- Starší české, slovanské a slovenské mluvnice. UK, Praha 1985.
- Lidové kursy ruštiny (spolu s E. Longauerovou – Chudáčkovou, M. Novotnou). Ústř. výbor sovětsko-československého přátelství, Praha 1956.
- Ruština – světový jazyk vzdělanosti, pokroku a míru (spolu s F. Malířem, V. Cíchou). Svět sovětů, Praha 1957 (cze/rus.).
- Pervaja kniga (spolu s A. Snýdrem). Svět sovětů, Praha 1958 (rus./cze).
- Příručka ke Kursu ruštiny vydanému na dlouhohrajících deskách objednacích čísel DM 15034-7 (spolu s E. Longauerovou – Chudáčkovou, M. Novotnou). Státní hudební vydavatelství, Praha 1963 (cze/rus.).
- Bibliografie prací prof. PhDr. Emila Smetánky s přehledem jeho činnosti (spolu s J. Janáčkovou). UK, Praha 1977.

### Články
- PORÁK, Jaroslav. Příspěvek k poznání dějin naší bohemistiky a slavistiky. Naše řeč. 1984, roč. 67, čís. 2, s. 98–100. Dostupné online.
- PORÁK, Jaroslav. Vliv ruštiny na slovní zásobu češtiny v obrození. Naše řeč. 1984, roč. 67, čís. 2, s. 100–103. Dostupné online.